# 제2SS기갑군단
제2SS기갑군단(독일어: II. SS-Panzerkorps)은 무장친위대의 기갑군단 중 하나이다. 제2차 세계 대전 당시 서부전선 및 동부전선에서 종군했다. 제3차 하리코프 공방전 및 쿠르스크 전투에서 파울 하우서가 군단장을 맡았고 1944년 서부전선에서는 빌헬름 비트리히가 군단장을 맡았다.

## 역대 군단장
1. 상급집단지도자 파울 하우서 (1942년 6월 1일 - 1944년 6월 28일)
2. 상급집단지도자 빌헬름 비트리히 (1944년 7월 10일 - 1945년 5월 9일)

## 전투서열
1943년 7월 (성채 작전)
- 제1SS기갑척탄병사단 총통경호친위대 아돌프 히틀러
- 제2SS기갑척탄병사단 다스 라이히
- 제3SS기갑척탄병사단 토텐코프
- 제167보병사단 병력 일부

1943년 9월
- 제1SS기갑척탄병사단 총통경호친위대 아돌프 히틀러
- 제24기갑사단
- 제44보병사단 호흐 운트 도이치마이스터
- 제71보병사단
- 제162튀르크인사단

1943년 10월
- 제44보병사단 호흐 운트 도이치마이스터
- 제71보병사단
- 제162튀르크인사단

1944년 9월 (마켓 가든 작전)
- 제9SS기갑사단 호엔슈타우펜
- 제10SS기갑사단 프룬츠베르크

1945년 3월 (경칩 작전)
- 제502SS중전차분견대
- 제9SS기갑사단 호엔슈타우펜
- 제2SS기갑사단 다스 라이히
- 제44국가척탄병사단 호흐 운트 도이치마이스터
- 제23기갑사단